# KARATSU LEO BLACKS
LEO BLACKS SAGA(レオブラックスサガ)は日本のプロ3x3チーム。本拠地は佐賀県唐津市。2018年にチームを発足し、国内の様々なリーグや大会に参戦している。運営会社は株式会社マッシヴドライヴ。

## 概要
佐賀県初のプロバスケットボールチーム。チーム名およびチームロゴは、明治期に姿を消した唐津くんちの曳山「黒獅子」がモチーフ。
マッシヴドライヴは九州初の女子プロチーム「LEO NINERS」（2019年2月設立）の運営も行っている。3x3大会の主催や競技の普及イベント、クリニックを行っている。唐津市・上峰町・有田町と子供の健全育成等を目的に総合交流宣言を交わしている。

### ホームアリーナ
・唐津市ふるさと会館アルピノ
・SAGAサンライズパーク パークテラス
・唐津文化体育館

## 歴史

### 2018
運営会社「マッシヴドライヴ」を立ち上げ、出身地の唐津市でチームを設立。代表取締役兼チームキャプテンは原慎也・ゼネラルマネージャーに坂本が就任（その後、代表取締役に就任）。5月に3BLと業務提携契約を締結。
3x3.EXE PREMIER 2018シーズンは九州・沖縄カンファレンスに参戦。JR長崎駅前かもめ広場で開催されたラウンド1で優勝。ラウンド2,3,8でも優勝し、カンファレンス1位となる。プレイオフはベスト16で敗退した。

### 2019
3月、『3x3.EXE TOURNAMENT 2018-2019 JAPAN FINAL』（ゼビオアリーナ仙台）でTEAM TOKYOを20-18で破り優勝した。プレミア2019シーズンはカンファレンス2位。

### 選手
- 45 原慎也
- 91 藤根誠
- 16 小堺翼
- 14 大野敬太
- 8 八谷克寿
- 33 KIRAN SHASTRI

### 過去の主な所属選手
- 仲西淳
- 阿刀秀嗣
- 鄭宇圻
- 田中洋貴

## 成績
- 3x3.EXE PREMIER 2018　Kyushu-Okinawa Conference　優勝 / PlayOffs 進出
- 3x3.EXE TOURNAMENT 2018-2019 JAPAN FINAL　優勝（日本一）
- FIBA 3x3 Challengers 2018-2019 南京大会　出場
- 3x3.EXE PREMIER 2019 Nishinihon Conference　2位 / PlayOffs 進出
- 3x3.EXE PREMIER 2021：Southern Island Conference 4位
- 3x3.EXE PREMIER 2022：Southern Island Conference 1位 / PlayOffs 進出
- 3x3.EXE PREMIER 2023：WESTERN Conference 1位 / PlayOffs 進出

## 下部チーム
U18チームの運営を行っている。2019年3月、KARATSU LEO BLACKS ＆ LEO NINERS U18の5選手が、U18佐賀県選抜チームとしてセルビアに遠征した